# Константин Даласен (војвода Антиохије)
Константин Даласен ( грч. Κωνσταντίνος Δαλασσηνός     ) је био истакнути византијски аристократа прве половине 11. века. Искусан и популаран војсковођа, приближио се царском трону могућом женидбом са порфирогенитом царицом Зојом ( в. 1028–1050 ) 1028. године. Пратио је човека за кога се царица Зоја удала, цара Романа III Аргира ( в. 1028–1034 ), у кампањи и неки хроничари су га окривили за Романов понижавајући пораз у бици код Азаза .
Дуго је био у затвору под царем Михаилом IV Пафлагонцем ( в. 1034–1041 ), који се плашио да је Даласен ковао заверу против њега. Када је Михаилов наследник свргнут 1042. године, царица Зоја је позвала Даласена на аудијенцију са намером да се уда за њега и учини га царем; незадовољна његовим охолим поступањем, изабрала је попустљивијег човека, Константина IX Мономаха .

## Биографија

### Младост
Константин је можда рођен у неком тренутку између 965. и 970.  Био је најстарији син магистра Дамјана Даласена, који је био на важном месту дукс -а Антиохије од 995. или 996. до своје смрти у бици против Фатимида код Апамеје, године 998. У бици је био присутан и Константин, са својом браћом Романом и Теофилактом .    Вероватно је био један од двојице синова магистра које су, према хришћанском арапском историчару Јахији из Антиохије, заробили Фатимиди, одвели у Каиро и откупили тек 1008.  

### Високог ранга
Константинова каријера између 1008. и 1024. је непозната, али историчари спекулишу да је он вероватно имао низ војних команди.   Поново се појављује у пролеће 1024. године, када је обављао стару очеву дужност као дукс Антиохије, са чином патрикија, вишом почасном титулом Царства, која је била ограничена на мали број носилаца. Уживао је наклоност цара Константина VIII ( в. 1025–1028 ). Даласени су били једна од ретких моћних патрицијских породица које су биле непоколебљиво лојалне македонској династији.  На самрти, Константин је позвао Даласена да се ожени његовом најстаријом ћерком Зојом. Константин Даласен је кренуо са својих имања у Јерменској теми, али пре него што је стигао у Цариград ситуација се променила: цареви саветници, који су више волели слабог владара којег су могли да контролишу, убедили су умирућег цара да уместо њега изабере Романа III Аргира. Даласену је наређено да се врати кући.   
Под царем Романом III, Даласен је служио као командант у кампањи 1030. против емира Алепа која је завршена у бици код Азаза . Након што су византијски извиђачи упали у заседу, Даласен је предводио напад на Арапе, али је поражен и побегао је назад у логор.  Те ноћи Даласен је учествовао на царском савету на коме су деморалисани Византинци одлучили да напусте поход и врате се на византијску територију. Цар Роман III је такође наредио да се спале његове опсадне машине.  Дана 10 августа 1030. војска је напустила свој логор и кренула ка Антиохији. Дисциплина је прекинута у византијској војсци, јер су јерменски плаћеници искористили повлачење као прилику да опљачкају залихе логора.  Емир је кренуо у напад и царска војска се разбила и побегла. И Даласен и цар Роман III су били у бекству током разбијања; према хроничару Јахји, два виша команданта су убијена, а још један заробљен.  Арапски извори и хроника Матеја из Едесе криве Даласена и његову заверу против Романа за неуспех експедиције.  
За време владавине Аргирових наследника, царева Михаила IV Пафлагонца ( в. 1034–1041 ) и Михаило V ( в. 1041–1042 ), Даласен се појавио као вођа аристократске опозиције. Неколико истакнутих анатолских породица, посебно моћне Дуке, подржало га је; потоњи цар Константин X Дука ( в. 1059–1067 ) био је ожењен Даласеновом ћерком. Према историчару Михаилу Пселу, Даласен је такође уживао снажну подршку становништва у Константинопољу, а посебно у својој старој команди, Антиохији. 

### Пад
Долазак нискорођеног цара Михаила IV на власт наводно је разбеснео Даласена, који је исмевао новог цара као вулгарног и ниског порекла. Сходно томе, Михаилов брат евнух и главни министар, Јован Орфанотроф, покушао је да га неутралише. Уз обећање титула и почасти, покушао је да намами Даласена са његових имања у Јерменској теми у Цариград. Даласен је прво одбио, али пошто је добио уверавања за своју безбедност, загарантовану заклетвом на неким од најсветијих моштију Царства, отишао је у престоницу царства.   У почетку се према њему добро поступало, добијао је унапређење и поклоне, али је у лето 1034. избила побуна у Антиохији против локалног гувернера, брата цара Михаила IV Никите. Устанак је покренуо велики порез, али је Јован Орфанотроф одлучио да за то окриви Даласене: Константин, његова браћа и рођаци и други племићи повезани са њима, укључујући његовог зета Константина Дуку, били су затворени или прогнани.   
Сам Константин је прво био протеран на острво у Мраморном мору, али је касније, да би спречио бекство, пребачен у кулу на зидинама Константинопоља, заједно са Константином Дуком, будућим царем. Међутим, његова војна стручност је и даље била толико цењена да је Јован Орфанотроф размишљао да га пошаље свом брату Константину као војног саветника у походу на Абасгију .  Међутим, цар га је видео као највећег непријатеља и остао је у затвору.  Каснија традиција каже да је током Даласеновог заточеништва у престоници, царица Зоја, имала тајну везу са њим у нади да ће затруднети.  У неком тренутку 1041. године Константин је такође био приморан да се замонаши . Извештаји су овде контрадикторни: Псело пише да је цар Михајло V то наредио након свог ступања на престо у децембру, али Михаил Аталијат, насупрот томе, бележи да је цар Михаило V наредио да се Даласен ослободи из заточеништва.  

### Просидба
Након што је цар Михаило V свргнут у народном устанку у априлу 1042, кћери цара Константина VIII, Зоја и Теодора остављене су као де факто владарке Византијског царства. Следећи и обичаје и сопствене склоности, царица Зоја је одлучила да изабере другог мужа (свог трећег), који ће такође постати нови цар. Старији, али још увек леп  Константин Даласен, који је скоро постао њен први муж 1028. године, био је њен први избор. Доведен је на аудијенцију код царице, али је током њиховог разговора његов независан и силовит карактер изазвао незадовољство код царице Зоје, и он је препуштен у корист попустљивијег Константина Артоклина, за кога се причало да је био у интимној вези са царицом Зојом деценију раније. Артоклинова жена га је отровала пре него што је успео да се разведе од ње; Царица Зоја се удала за трећег згодног Константина, Константина Мономаха, који је владао као Константин IX ( в. 1042–1055 ). Константин Даласен након тога нестаје из извора.    